# Boeing 777X

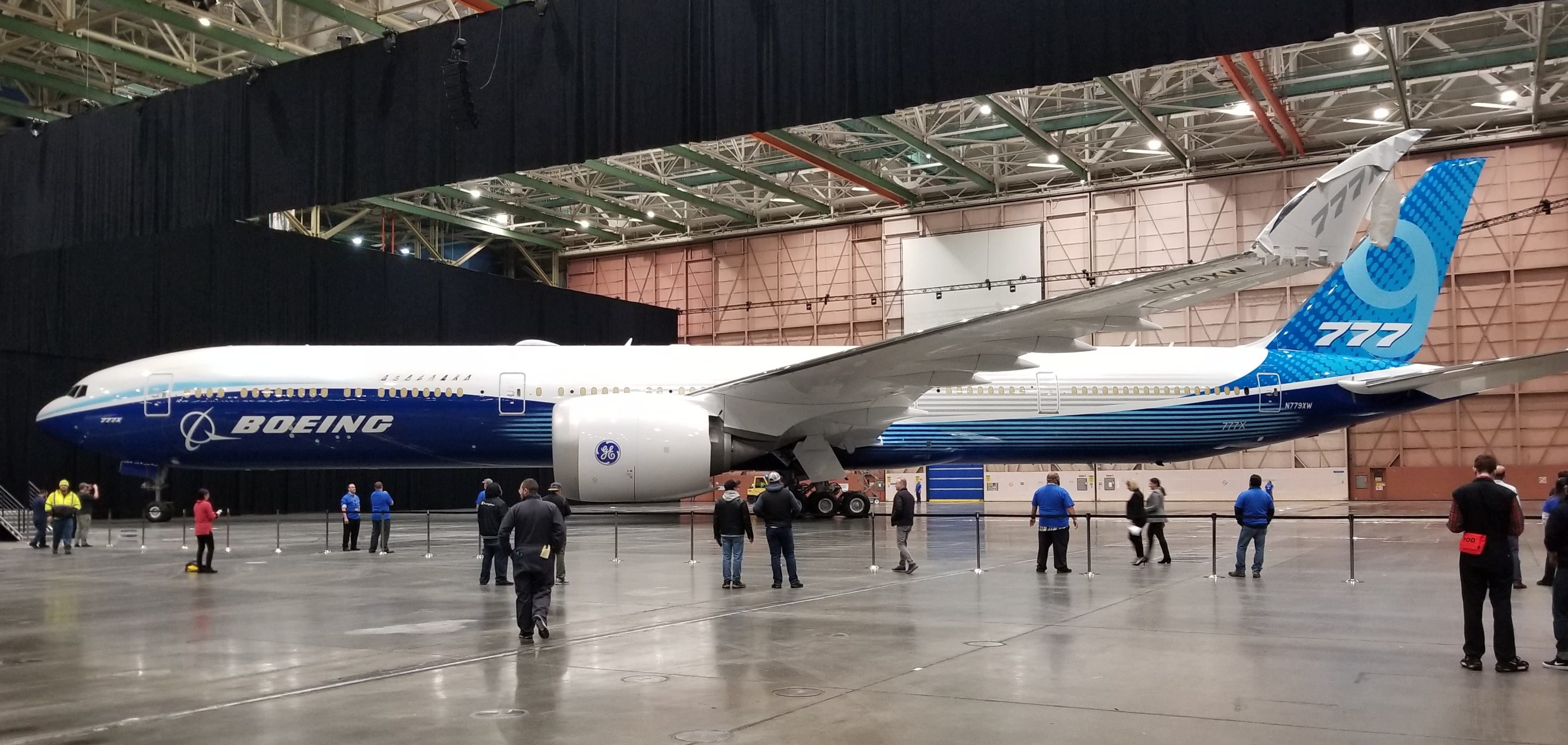
Hình ảnh của của Boeing 777X,được trưng bày tại triển lãm ILA Berlin Air Show 2018

Boeing 777X là một thế hệ mới của dòng máy bay thân rộng Boeing 777. Boeing 777X sẽ có hai biến thể: 777-8x và 777-9x. 777X sẽ trang bị duy nhất động cơ độc quyền động cơ thế hệ mới, winglet mới, đôi cánh mới với sải cánh dài hơn và các công nghệ tiên tiến từ Boeing 787 Dreamliner.[2] Nó được thiết kế để cạnh tranh với Airbus A350-1000XWB, và được lên lịch cất cánh vào ngày 23 tháng 1 năm 2020 (giờ Thái Bình Dương). Nhưng do phức tạp của dịch COVID-19 nên kế hoạch ra mắt chính thức dời đến cuối năm 2022.

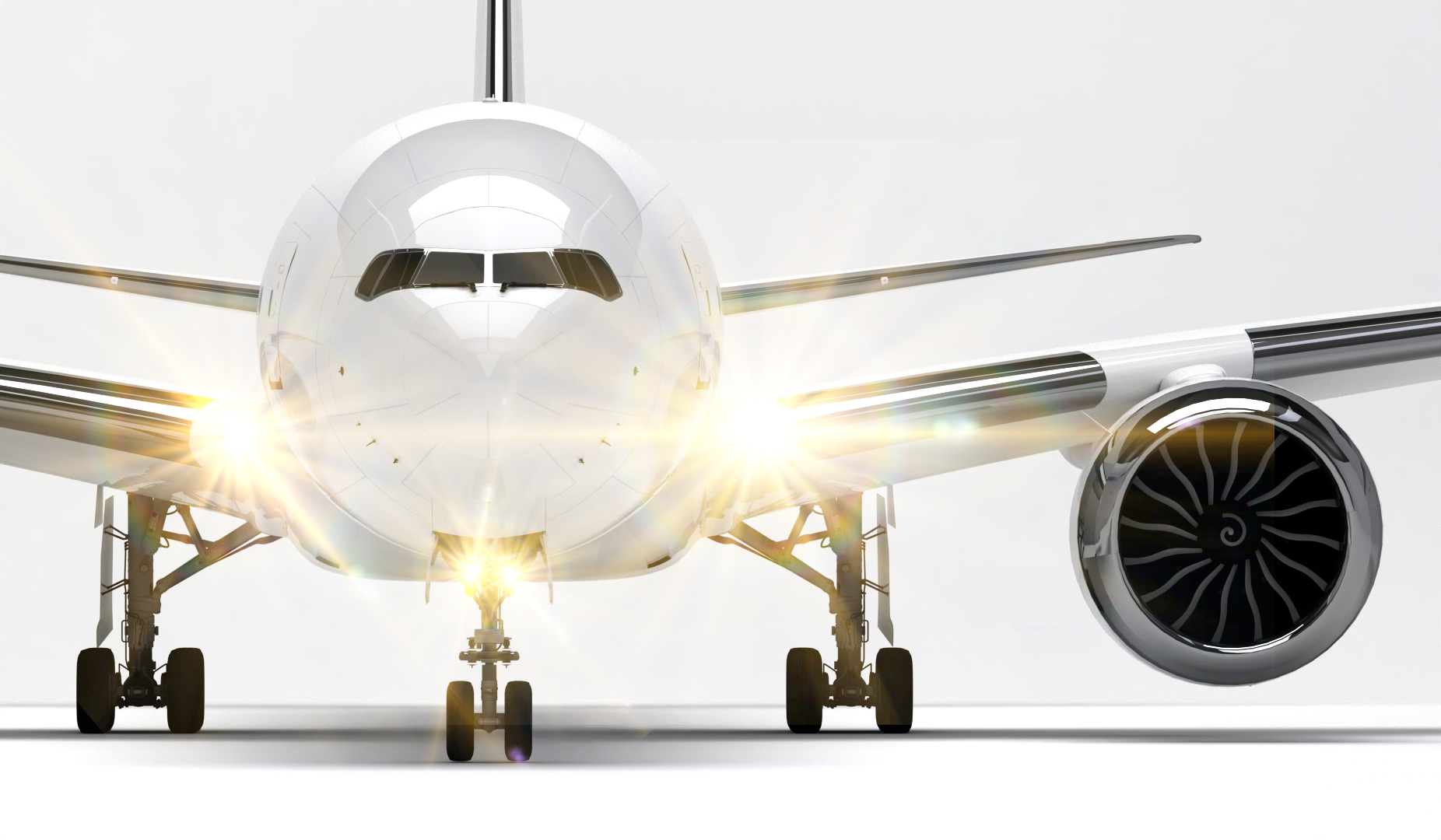
Boeing 777-9X nhìn đằng trước

Boeing chính thức ra mắt 777X tại 2013 Dubai Airshow vào tháng 11 năm 2013, công bố tổng cộng 259 đơn đặt hàng có trị giá hơn 95 tỷ USD. [26] [27] Theo Boeing, đây là sự ra mắt sản phẩm lớn nhất của đồng USD trong lịch sử của hàng không thương mại. [28] Ngoài các cam kết 34 máy bay từ Lufthansa trong tháng 9 năm 2013,Boeing đã nhận được đơn đặt hàng cam kết tại Dubai Airshow cho 150 máy bay từ Emirates, 25 máy bay từ Etihad Airways và 50 máy bay từ Qatar Airways.
Tại Dubai Airshow 2019,do sự chậm trễ trong việc bàn giao B777X, chỉ duy nhất hãng Emirates đã quyết định điều chỉnh giảm đơn hàng cho B777X trong tương lai từ 150 xuống còn 126 chiếc cho B777-9X. Riêng các hãng hàng không khác vẫn giữ nguyên số lượng đặt hàng ban đầu cho B777X bao gồm Etihad Airways, British Airways và Qatar Airways.

Vào tháng 2 năm 2012, General Electric công bố nghiên cứu về một động cơ nhỏ hơn một chút, được đặt tên là General Electric GE9X, loại động cơ dành riêng cho 777X, cùng đường kính quạt từ GE90-115B (128 hoặc 325 cm) và giảm lực đẩy xuống còn 99.500 lbf (443 kN) cho mỗi động cơ cho -9X và -8XL, và 88.000 lbf (390 kN) cho -8X. [11] [12] [13] Rolls-Royce và Pratt & Whitney cũng đề nghị động cơ cho 777X, bao gồm các khái niệm RB3025, dựa trên các động cơ Trent 1000 và Trent XWB, và một biến thể của PW1000G động cơ sản xuất lên đến 100.000 lbf (440 kN) sức đẩy. [3] Tuy nhiên, vào tháng 3 năm 2013, GE9X đã được chọn là động cơ độc quyền của 777X. [14] GE sau đó cập nhật các thông số kỹ thuật GE9X để phản ánh mối lo ngại ngày càng tăng rằng các động cơ của 777X sẽ là không đủ mạnh. Thay đổi thiết kế bao gồm sự gia tăng lực đẩy tới 102.000 lbf (450 kN), và sau đó lên đến 105.000 lbf (470 kN) [15] với đường kính quạt mới 132 (335 cm), các động cơ mới có lá cánh lớn nhất mà GE từng sản xuất. [16] [17] [18]  Vào tháng 8 năm 2012, một báo cáo trong Seattle Times nói rằng Boeing đã làm chậm lại sự phát triển 777X, nhưng vẫn lên kế hoạch cho nó để bắt đầu khai thác vào khoảng năm 2019. [19]
Quyết định để cung cấp máy bay chỉ với một loại động cơ có phần gây tranh cãi. Một số hãng hàng không than vãn mất sự cạnh tranh giữa các nhà sản xuất động cơ; Steven Udvar-Hazy, Giám đốc điều hành của Air Corp thuê, nói rằng ông muốn có một sự lựa chọn động cơ. Airbus đã chỉ ra rằng việc trang bị một máy bay thương mại để xử lý nhiều hơn một loại động cơ thêm hàng triệu đô la với giá mua. Một người điều hành Pratt & Whitney nói với tờ Wall Street Journal: "Động cơ không còn hàng hóa... tối ưu hóa động cơ và máy bay trở nên phù hợp hơn." [20]

Boeing chính thức ra mắt 777X tại 2013 Dubai Airshow vào tháng 11 năm 2013, công bố tổng cộng 259 đơn đặt hàng có trị giá hơn 95 tỷ USD. [26] [27] Theo Boeing, đây là sự ra mắt sản phẩm lớn nhất của đồng USD trong lịch sử của hàng không thương mại. [28] Ngoài các cam kết 34 máy bay từ Lufthansa trong tháng 9 năm 2013, Boeing đã nhận được đơn đặt hàng cam kết tại Dubai Airshow cho 150 máy bay từ Emirates, 25 máy bay từ Etihad Airways và 50 máy bay từ Qatar Airways. [ 26] [29] [30]

## Phát triển
Đề xuất 777X
Vào tháng 9 năm 2011, Boeing công bố thêm chi tiết về đề xuất 777 phiên bản mới, gọi là 777-8X và 777-9X, và gọi chung là 777X. [3] Các 777-9X sẽ có chiều rộng rộng hơn so với 777-300ER 7,0 ft (2,13 m) với tổng chiều dài 250 ft 11 in (76,5 m) để chứa 407 hành khách. [4] [5]  Theo kế hoạch, 777-9X vượt quá 250 ft 2 in (76,3 m) chiều dài của Boeing 747-8, hiện là máy bay dài nhất thế giới. Sải cánh đã được dự kiến sẽ tăng từ mức hiện tại là 212 ft 7 in (64,8 m) để 234 ft (71.3 m), và kết hợp sử dụng polymer sợi carbon gia cố trong xây dựng của nó. [3] [6] [7] [8 ] Ngoài ra, tổng trọng lượng được dự kiến dự kiến sẽ giảm nhẹ từ 775.000 lb hiện nay (352.000 kg) đến khoảng 759.000 lb (344.000 kg) cho mô hình -9X. [4] Boeing cũng đã nghiên cứu một máy bay thay thế siêu tầm xa 777-200LR, máy bay có đường bay xa nhất thế giới, gọi là 777-8LX, sẽ tiết kiệm nhiên liệu và trọng lượng với 777-9X. Phạm vi của nó là 9.480 hải lý (10.910 mi; 17.560 km) so với 9.395 hải lý (10.812 mi; 17.400 km) của -200LR [4] . Chiều dài thân máy bay của 777-8LX sẽ bằng với -8X ở 228,17 ft (69,5 m). [3] Ước tính sơ bộ, Boeing 777X sẽ được lắp ráp và đưa vào khai thác thương mại vào khoảng năm 2019. [9] [10]
Vào tháng 2 năm 2012, General Electric công bố nghiên cứu về một động cơ nhỏ hơn một chút, được đặt tên là General Electric GE9X, loại động cơ dành riêng cho 777X, cùng đường kính quạt từ GE90-115B (128 hoặc 325 cm) và giảm lực đẩy xuống còn 99.500 lbf (443 kN) cho mỗi động cơ cho -9X và -8XL, và 88.000 lbf (390 kN) cho -8X. [11] [12] [13] Rolls-Royce và Pratt & Whitney cũng đề nghị động cơ cho 777X, bao gồm các khái niệm RB3025, dựa trên các động cơ Trent 1000 và Trent XWB, và một biến thể của PW1000G động cơ sản xuất lên đến 100.000 lbf (440 kN) sức đẩy. [3] Tuy nhiên, vào tháng 3 năm 2013, GE9X đã được chọn là động cơ độc quyền của 777X. [14] GE sau đó cập nhật các thông số kỹ thuật GE9X để phản ánh mối lo ngại ngày càng tăng rằng các động cơ của 777X sẽ là không đủ mạnh. Thay đổi thiết kế bao gồm sự gia tăng lực đẩy tới 102.000 lbf (450 kN), và sau đó lên đến 105.000 lbf (470 kN) [15] với đường kính quạt mới 132 (335 cm), các động cơ mới có lá cánh lớn nhất mà GE từng sản xuất. [16] [17] [18]  Vào tháng 8 năm 2012, một báo cáo trong Seattle Times nói rằng Boeing đã làm chậm lại sự phát triển 777X, nhưng vẫn lên kế hoạch cho nó để bắt đầu khai thác vào khoảng năm 2019. [19]
Quyết định để cung cấp máy bay chỉ với một loại động cơ có phần gây tranh cãi. Một số hãng hàng không than vãn mất sự cạnh tranh giữa các nhà sản xuất động cơ; Steven Udvar-Hazy, Giám đốc điều hành của Air Corp thuê, nói rằng ông muốn có một sự lựa chọn động cơ. Airbus đã chỉ ra rằng việc trang bị một máy bay thương mại để xử lý nhiều hơn một loại động cơ thêm hàng triệu đô la với giá mua. Một người điều hành Pratt & Whitney nói với tờ Wall Street Journal: "Động cơ không còn hàng hóa... tối ưu hóa động cơ và máy bay trở nên phù hợp hơn." [20]

### Chương trình 777X
Vào tháng 5 năm 2013, ban giám đốc của Boeing đã chính thức cho phép Commercial Airplanes bắt đầu nghiên cứu 777X trong tương lai. [21] Ngày 18 Tháng chín 2013,ban điều hành Lufthansa đã chấp thuận đặt hàng 34 máy bay Boeing 777-9X để thay thế 747-400 của hãng.Vào thời điểm đó, Boeing đã báo cáo kế hoạch tung ra dòng 777X sau này trong năm 2013. [22] [23] [24] Vào tháng 10 năm 2013, Boeing đã công bố rằng các nhà máy của hãng tại Charleston, Huntsville,Long Beach, Philadelphia và St. Louis cũng như các cơ sở của Nga ở Moscow sẽ hỗ trợ nỗ lực thiết kế 777X. [25]
Boeing chính thức ra mắt 777X tại 2013 Dubai Airshow vào tháng 11 năm 2013, công bố tổng cộng 259 đơn đặt hàng có trị giá hơn 95 tỷ USD. [26] [27] Theo Boeing, đây là sự ra mắt sản phẩm lớn nhất của đồng USD trong lịch sử của hàng không thương mại. [28] Ngoài các cam kết 34 máy bay từ Lufthansa trong tháng 9 năm 2013,Boeing đã nhận được đơn đặt hàng cam kết tại Dubai Airshow cho 150 máy bay từ Emirates, 25 máy bay từ Etihad Airways và 50 máy bay từ Qatar Airways. [ 26] [29] [30]
Các chương trình 777X bao gồm hai mô hình: 777-9X, dài hơn chiều dài của 777-300ER, và 777-8X dài hơn 777-200ER,trong đó có kích thước với phạm vi siêu dài.[29]  777X không như dự kiến sẽ bắt đầu lắp ráp vào năm 2020, Boeing phải đối mặt với những thách thức của việc duy trì một dây chuyền sản xuất có hiệu quả cho các mô hình 777 hiện có của họ.Với Airbus A380, Boeing 777 đặt hàng hết tính đến cuối năm 2013, và không có đơn hàng nào mới tại các triển lãm hàng không gần đây và trong tương lai gần, tại Singapore vào tháng 2 năm 2014, Boeing đã cố gắng hỗ trợ tốc độ sản xuất 100 chiếc máy bay mỗi năm trên dòng đó. Để kích thích đơn đặt hàng bổ sung và thu hẹp khoảng cách cho đến khi mô hình 777X lăn ra khỏi dây chuyền lắp ráp, phó chủ tịch Boeing John Wojick đề xuất 777X bán hàng với doanh số bán hàng của các mô hình thế hệ hiện tại, và tạo cơ hội cho các hãng hàng không chở khách để bán sử dụng máy bay 777 của họ để chuyển đổi máy bay chở hàng. Các hãng hàng không sau đó có thể mua máy bay 777 thế hệ mới. [31]
Vào tháng 12 năm 2013, Cathay Pacific đặt mua 21 máy bay 777-9X và giao hàng từ 2021-2024. [32] Vào tháng năm 2014, với doanh số bán cộng dồn vượt qua những của 747, các máy bay Boeing 777 đã trở thành máy bay bán chạy nhất trong lịch sử máy bay thế giới; ở mức sản xuất hiện có,chỉ giao máy bay thân rộng vào giữa năm 2016. [33] Emirates hoàn thành đơn hàng của nó cho 150 777X máy bay,bao gồm 115 777-9X và 35 777-8X trong tháng 7 năm 2014. [34] Ngày 16 Tháng 7 năm 2014, Qatar Airways hoàn thành đơn hàng của nó cho 50 777-9X. Vào ngày 31 tháng 7 năm 2014, Nhật Bản All Nippon Airways hoàn thành một đơn đặt hàng 20 máy bay Boeing 777-9X. [35]
Trong tháng 12 năm 2014, Boeing đã bắt đầu xây dựng trên một Phạm vi rộng mới 367.000 m2 vuông (34.100 m 2 ) Tổ hợp cơ sở tại St Louis để xây dựng 777X; hoàn thành được đặt ra cho năm 2016. Việc mở rộng diện tích sản xuất sẽ tạo ra khoảng 700 việc làm mới.Các cơ sở sẽ có sáu phân xưởng với công việc trên 777X ở phần cánh và empennage phần thân sẽ bắt đầu vào năm 2017.[36] [37]
Vào tháng 5 năm 2015 Boeing tuyên bố sẽ chuyển đổi khu lắp ráp dòng máy bay hiện tại 787 tại Everett vào cuối năm 2015 thành một dây chuyền sản xuất cho 777X [38] với chiếc 777X đầu tiên dự kiến sẽ ra mắt vào năm 2018. [39]
Vào năm 2015 tại Dubai Airshow, Boeing đã chính thức ra mắt các biến thể như Boeing 777-8 và 777-9. Series mới vẫn bán trên thị trường như Boeing 777X. [40]
Tại Dubai Airshow 2019,do sự chậm trễ trong việc bàn giao B777X,chỉ duy nhất hãng Fly Emirates đã quyết định điều chỉnh giảm đơn hàng cho B777X trong tương lai từ 150 xuống còn 126 chiếc cho B777-9X.Riêng các hãng hàng không khác vẫn giữ nguyên số lượng đặt hàng ban đầu cho B777X bao gồm Etihad Airways,British Airways,Qatar Airways
...

## Kế hoạch phát triển

### Thiết kế
Thiết kế 777X có tính năng giống chiếc Boeing 787 Dreamliner bao gồm các cửa sổ lớn hơn kế thừa từ boeing 787 Dreamliner,tăng áp suất cabin với 6.000 feet tương đương (1.800 m) với độ ẩm nhiều hơn. [41] Biến đổi cấu trúc so với yêu cầu ban đầu để phát triển B777X cùng kết hợp cải tiến thiết kế như cũng như chiều rộng cabin lớn hơn. [41]Đầu cánh 777 hiện đang lên kế hoạch sửa đổi cho 777X. [42] [43]

### Động cơ
Động cơ General Electric GE90-115B của các biến thể 777-200LR và 777-300ER trước đó có tỷ lệ áp suất tổng thể 42:1 và tỷ lệ máy nén 23:1 HP. Hãng Rolls-Royce Plc đề xuất ý tưởng RB3025 của mình với đường kính quạt 132 in (335 cm), tỷ lệ bỏ qua 12:1 và tỷ lệ áp suất tổng thể 62:1, nhằm mục đích đốt nhiên liệu thấp hơn 10% so với GE90-115B và thấp hơn 15% so với Trent 800 cung cấp năng lượng cho 777; khái niệm RB3025 có một quạt tổng hợp, lõi có nguồn gốc từ Trent 1000 và vật liệu HP tiên tiến. Pratt & Whitney đáp lại bằng kiến trúc PW1000G lực đẩy 100.000 lbf (440 kN). Hãng GE Aviation đã đề xuất GE9X với quạt đường kính 128 in (325 cm), tỷ lệ bỏ qua 10:1, tỷ lệ áp suất tổng thể 60:1 và tỷ lệ máy nén 27:1 HP để giảm đốt cháy nhiên liệu 10%.
Tháng 3/2013, Boeing đã chọn động cơ GE9X với kích thước quạt 132 in (335 cm). Đây là chiếc quạt lớn nhất của GE. Trong phần còn lại của năm 2013, lực đẩy đã tăng lên 102.000 và 105.000 lbf (450 và 470 kN) để hỗ trợ MTOW tăng từ 769.413 lên 775.000 lb (349.000 lên 351.534 kg) và tăng phạm vi trọng tải, thậm chí 108.000 lbf (480 kN).

### Sản xuất
Tháng 12/2014, Boeing bắt đầu xây dựng một cơ sở vật liệu tổng hợp mới rộng 34.100 m2 ở St. Louis sẽ được hoàn thành vào năm 2016 để chế tạo các bộ phận 777X với sáu nồi hấp cho các bộ phận cánh và tăng áp bắt đầu từ năm 2017. Sự 'tăng vọt' của dây chuyền sản xuất B787 tại nhà máy Everett sẽ được chuyển đổi thành dây chuyền sản xuất ban đầu 777X vào cuối năm 2015. Boeing đã xây dựng một tòa nhà mới rộng 120.000 m2 liền kề với nhà máy Everett, với lò hấp tiệt trùng rộng 37m, và một robot để thổi gió cho đôi cánh.

### Bay thử
Chuyến bay thử nghiệm đầu tiên diễn ra vào ngày 25/1/2020, lúc 10:09 sáng từ Paine Field ở Everett và hạ cánh xuống Boeing Field ở Seattle sau 3 giờ 52 phút. Chiếc 777X thứ hai bay lần đầu vào ngày 30/4/2020, tính đến thời điểm đó chiếc đầu tiên đã tích lũy được gần 100 giờ bay. Hai chiếc 777-9 nữa dự kiến sẽ được bổ sung vào chương trình thử nghiệm, hướng tới mục tiêu đạt được chứng nhận an toàn khai thác vào năm 2021. Sau khi việc giao hàng đầu tiên được lùi lại từ năm 2021 đến năm 2022, chiếc máy bay thứ ba đã thực hiện chuyến bay đầu tiên vào ngày 3/8/2020; được dự kiến cho các hệ thống điện tử hàng không, APU, tải trọng của chuyến bay và các bài kiểm tra hiệu suất động cơ đẩy

## Các biến thể

### 777-8
Chiều dài của 777-8 giữa 777-200ER và 777-300ER với 350 hành khách trong một cấu hình ba lớp và có tầm bay 8.700 hải lý (16.100 km) hoặc hơn. Nó thay thế cho -200LR và là một đối thủ cạnh tranh trực tiếp với Airbus A350-1000. Chiều rộng cabin được tăng lên đến 19 ft 7 in (5.97 m) từ 19 ft 3 (5.87 m) chiều rộng của mô hình 777 trước đó, thông qua việc sử dụng các bức tường mỏng cabin nội thất và cách nhiệt tốt hơn. Điều này sẽ cho phép chỗ ngồi với 18 inch (46 cm). 
Do việc Boeing 737 MAX đang nằm đất và chuyến bay đầu tiên của B777-9 bị trì hoãn, Boeing đã đẩy lùi việc thiết kế và phát triển B777-8 cho đến ít nhất là năm 2021, để giao hàng đầu tiên vào năm 2023 hoặc xa hơn.

### 777-9
B777-9 là một biến thể tiếp tục kéo dài với chỗ ngồi cho 400-425 hành khách trong một cấu hình hai lớp, và có tầm bay 7.600 hải lý (14.100 km). [46] Về năng lực và thân máy bay dài, nó sẽ là máy bay hai động cơ lớn nhất thế giới từng được sản xuất. 777-9 bắt đầu sản xuất vào năm 2017 và đưa vào phục vụ vào năm 2020.777-9 có chiều rộng cabin và nội thất rộng rãi hơn 19 ft 7 in (5,97m) với ghế rộng lên đến 18 inch (46 cm). 

### 777-10
Boeing đang cân nhắc cho ra mắt một phiên bản -10X của 777 sẽ là đối thủ cạnh tranh với Airbus A380-800 của Airbus.Một phiên bản có thể chở được tới 450 hành khách.Thay thế cho Boeing B747-8I.

### BBJ 777X
Ngày 10/12/2018, Boeing đã ra mắt các biến thể Boeing Business Jet tại Triển lãm Hiệp hội Hàng không Doanh nghiệp Trung Đông. BBJ 777-8 có tầm bay 11.645 hải lý (21.570 km) và cabin 302,5 m vuông, trong khi BBJ 777-9 cung cấp cabin 342,7 m vuông với tầm bay 11.000 hải lý (20.370 km).

### Freighter
Tháng 6/2019, Qatar Airways kêu gọi Boeing phát triển một chuyên cơ vận tải dựa trên B777X để thay thế những chiếc B777F hiện có của hãng. Boeing xác nhận rằng các cuộc thảo luận đang được tiến hành để xác định thời hạn cho một biến thể chuyên chở hàng hóa. Chuyên cơ vận tải dự kiến dựa trên khung máy bay B777-8.

## Đơn đặt hàng
Tính đến tháng 6/2021:
| Ngày đặt hàng ban đầu | Khách hàng              | Đơn đặt hàng | Đơn đặt hàng | Đơn đặt hàng |
| Ngày đặt hàng ban đầu | Khách hàng              | -8           | -9           | Tổng         |
| --------------------- | ----------------------- | ------------ | ------------ | ------------ |
| 17 Tháng 11 năm 2013  | Lufthansa               | 0            | 20           | 20           |
| 17 Tháng 11 năm 2013  | Etihad Airways [n 1]    | 8            | 17           | 25           |
| 20 tháng 12 năm 2013  | Cathay Pacific          | 0            | 21           | 21           |
| 9 tháng 7 năm 2014    | Emirates                | 35           | 115          | 150          |
| 16 tháng 7 năm 2014   | Qatar Airways           | 10           | 50           | 60           |
| 31 tháng 7 năm 2014   | All Nippon Airways      | 0            | 20           | 20           |
| 4 tháng 6 năm 2015    | Khách hàng giấu tên (s) | 0            | 10           | 10           |
| 19 tháng 6 năm 2017   | Singapore Airlines      | 0            | 31           | 31           |
| 22 tháng 3 năm 2019   | British Airways         | 0            | 18           | 18           |

Ghi chúVào ngày 26/01/2020,Boeing đã thử nghiệm thành công B777-9X ở nhà máy Everest bang Washington DC sau 2 ngày trì hoãn do lỗi động cơ nghiêm trọng và 2 ngày gặp gió lớn trong 5 giờ bay liên tục trước khi được cơ quan an toàn hàng không Mỹ (FAA)chấp thuận xác nhận máy bay đã đầy đủ tính năng an toàn và yêu cầu kiểm tra nghiêm nghặt trước khi được đưa vào sản xuất hàng loạt bàn giao cho hãng hàng không Fly Emirates vào năm 2022 trễ hơn hai năm so với dự kiến ban đầu

## Thông số kỹ thuật
| Loại                                               | 777-8                                                            | 777-9                                                            |
| -------------------------------------------------- | ---------------------------------------------------------------- | ---------------------------------------------------------------- |
| Phi công                                           | 2                                                                | 2                                                                |
| Số ghế                                             | 350 (3 hạng) 350-375 (2 hạng) [55]                               | 406 (3 hạng) [56] 400-425 (2 hạng) [55]                          |
| Chiều dài                                          | 228 ft 2 in (69.5 m)                                             | 251 ft 9 in (76,7 m) [57]                                        |
| Sải cánh                                           | Chưa gấp: 235 ft 6 in (71,8 m) [58] Đã gấp: 212 ft 8 in (64,8 m) | Chưa gấp: 235 ft 6 in (71,8 m) [58] Đã gấp: 212 ft 8 in (64,8 m) |
| Góc cụp cánh                                       | TBA                                                              | TBA                                                              |
| Chiều cao                                          | 64 ft 6 in (19,7 m) [59]                                         | 64 ft 6 in (19,7 m) [59]                                         |
| Chiều rộng cabin                                   | 19 ft 7 in (5.97 m) [15]                                         | 19 ft 7 in (5.97 m) [15]                                         |
| Chiều rộng ghế                                     | 18 (45,7 cm) trong 10 nền kinh tế ngang nhau [45]                | 18 (45,7 cm) trong 10 nền kinh tế ngang nhau [45]                |
| Chiều rộng thân máy bay                            | 20 ft 4 in (6,20 m)                                              | 20 ft 4 in (6,20 m)                                              |
| Công suất hàng tối đa                              | 40 × LD3                                                         | 48 × LD3                                                         |
| Trọng lượng rỗng                                   | TBA                                                              | 362.000 lb (164.202 kg)                                          |
| Hoạt động trọng lượng rỗng                         | TBA                                                              | 415.000 lb (188.241 kg)                                          |
| Trọng lượng nhiên liệu tối đa                      | TBA                                                              | 527.000 lb (239.043 kg)                                          |
| Trọng lượng hạ cánh tối đa                         | TBA                                                              | 557.000 lb (252.651 kg)                                          |
| Trọng lượng cất cánh tối đa                        | 775.000 lb (351.500 kg) [15]                                     | 775.000 lb (351.500 kg) [15]                                     |
| Vận tốc hành trình                                 | TBA                                                              | TBA                                                              |
| Tốc độ tối đa                                      | TBA                                                              | TBA                                                              |
| phạm vi tối đa                                     | 8.700 hải lý (16.112 km, 10.012 mi) [55]                         | 7.600 hải lý (14.075 km, 8.746 mi) [55]                          |
| Cất cánh khoảng cách tại MTOW (mực nước biển, ISA) | TBA                                                              | TBA                                                              |
| Công suất nhiên liệu tối đa                        | TBA                                                              | TBA                                                              |
| Trần bay                                           | 43.100 ft (13.140 m)                                             | 43.100 ft (13.140 m)                                             |
| Động cơ (x 2)                                      | General Electric GE9X                                            | General Electric GE9X                                            |
| Lực đẩy (x 2)                                      | 105.000 lbf (470 kN) [15]                                        | 105.000 lbf (470 kN) [15]                                        |
| Mã ICAO                                            | B778                                                             | B779                                                             |

Ghi chú: Thông số kỹ thuật của 777X là sơ bộ.